# Gianfranco Contri
Gianfranco Contri, född den 27 april 1970 i Bologna, Italien, är en italiensk tävlingscyklist som tog OS-silver i lagtempoloppet vid olympiska sommarspelen 1992 i Barcelona. 